# Município de Frenches Creek
Localização da Carolina do Norte nos E.U.A.
O município de Frenches Creek (em inglês: Frenches Creek Township) é um município localizado no  condado de Bladen no estado estadounidense da Carolina do Norte. No ano 2000 tinha uma população de 784 habitantes.

## Geografia
O município de Frenches Creek encontra-se localizado nas coordenadas 34° 28′ 48,46″ N, 78° 18′ 45,8″ O.